# Parijs-Duinkerke
Parijs-Duinkerke was een wielerwedstrijd tussen de Franse steden Parijs en Duinkerke. De wedstrijd werd zes maal georganiseerd tussen  1920 en 1936. 

## Erelijst
- 1920 -  Romain Bellenger
- 1932 -  Emile Decroix
- 1933 -  Remi Verschaetse
- 1934 -  Kamiel Schallier
- 1935 -  André Vanderdonckt
- 1936 -  Julien Legrand

## Overwinningen per land
| Overwinningen | Land              |
| ------------- | ----------------- |
| 3             | België, Frankrijk |

## Bron
- Mémoire du cyclisme